# NGC 2141
NGC 2141 is een open sterrenhoop in het sterrenbeeld Orion. Het hemelobject werd in 1834 ontdekt door de Amerikaanse astronoom Edward Emerson Barnard.

## Synoniemen
- OCL 487